# Fitosèids
Els fitosèids o fitoseids (Phytoseiidae) són una família d'àcars que s'alimenten de trips i petits aràcnids. Sovint s'utilitzen com a agent de control biològic per al control de plagues.

## Subfamílies
Els fitoseids s'organitzen en tres subfamílies:
- Amblyseiinae Muma, 1961
- Phytoseiinae Berlese, 1916
- Typhlodrominae Scheuten, 1857